# Bela nuperrima
Bela nuperrima é uma espécie de gastrópode do gênero Bela, pertencente a família Mangeliidae.